# Hans Detlev Voss
Hans Detlev Hermanus Werner Voss (Sleeswijk (Duitsland), 10 februari 1907 - Ontario (Canada), december 1976) was een Duits graficus, boekbandontwerper, tekenaar, typograaf, knipkunstenaar en illustrator. Hij woonde langdurig in Nederland.
Voss werkte in Rotterdam van 1928 tot 1952 en in Canada van 1952 tot 1976.
Voor uitgever Nijgh & Van Ditmar in Rotterdam ontwierp hij de volgende banden: Antoon Coolen, De Goede Moordenaar, Menno ter Braak, Dr. Dumay verliest, Hampton Court en Het Carnaval der Burgers en voor C.M. van Hille-Gaerthé, Rosarium. Buiten deze boekbanden ontwierp hij ook ex libris en andere kleingrafiek. Na de oorlogsjaren werkte hij veel voor de Wereldbibliotheek.
- Biografisch Portaal: 47666064
- Digitale Bibliotheek voor de Nederlandse Letteren: voss027
- International Standard Name Identifier: 0000 0003 9092 9384
- Nederlandse Thesaurus van Auteursnamen: 067735975
- RKD-Nederlands Instituut voor Kunstgeschiedenis: 94782
- Virtual International Authority File: 284654844
- WorldCat: E39PBJg4gVwyGHD8fKw6yqgYfq